# Unterseeboot 860
Le Unterseeboot 860 (ou U-860) est un sous-marin allemand utilisé par la Kriegsmarine pendant la Seconde Guerre mondiale.

## Historique
L'U-860 reçoit sa formation de base dans la 4. Unterseebootsflottille à Stettin en Poméranie jusqu'au 31 mars 1944, où il rejoint la formation de combat la 12. Unterseebootsflottille à Bordeaux.
Le 21 avril 1944, deux hommes d'équipage meurent bloqués hors du bateau pendant une plongée d'urgence pour éviter une attaque d'avions.
L'U-860 coule le 15 juin 1944 dans l'Atlantique sud, au sud de l'Île de Sainte-Hélène à la position géographique de 25° 27′ S, 5° 30′ O par des charges de profondeurs et des roquettes lancées de sept avions Grumman TBF Avenger et F4F Wildcat (Task Group 22.10) du porte-avions d'escorte USS Solomons. 
42 membres de l'équipage meurent dans cette attaque, qui laisse 20 survivants.

## Affectations successives
- 4. Unterseebootsflottille du 12 août 1943 au 31 mars 1944
- 12. Unterseebootsflottille du 1er avril 1944 au 15 juin 1944

## Commandement
- Korvettenkapitän, puis Fregattenkapitän Paul Büchel du 12 août 1943 au 15 juin 1944

## Navires coulés
L'U-860 n'a coulé, ni endommagé de navire au cours de l'unique patrouille qu'il effectua.

## Sources
- (en) U-860 sur le site Uboat.net